# Großsteingräber bei Mürow
Die Großsteingräber bei Mürow waren zwei megalithische Grabanlagen der jungsteinzeitlichen Trichterbecherkultur bei Mürow, einem Ortsteil von Angermünde im Landkreis Uckermark (Brandenburg). Von diesen existiert heute nur noch eines. Es trägt die Sprockhoff-Nummer 464 und wurde 1965 archäologisch untersucht. Das zweite Grab wurde vermutlich in der zweiten Hälfte des 19. Jahrhunderts zerstört.

## Lage
Grab 1 befindet sich etwa 1 km nördlich von Mürow, rund 100 m östlich der Straße nach Frauenhagen in einer S-Kurve. Der Fundplatz liegt direkt an der Gemarkungsgrenze. Als Flurnamen sind „Steinklippe“ und „Weinberg“ überliefert. Die genaue Lage des zerstörten zweiten Grabes ist unbekannt.

## Forschungsgeschichte
Die älteste Beschreibung der Anlagen stammt aus einem Bericht des Pastors T. Hockardt von 1713, auf die in der von Johann Christoph Bekmann begonnenen und von seinem Großneffen Bernhard Ludwig Bekmann 1751 veröffentlichten Historischen Beschreibung der Chur und Mark Brandenburg Bezug genommen wird. Spätestens 1755 scheint Grab 1 beraubt worden zu sein. Leopold von Ledebur beschrieb 1845 beide Anlagen als noch existent; Grab 2 wurde zu einem späteren Zeitpunkt zerstört. Ernst Sprockhoff und Ingeburg Nilius stellten bei einer Aufnahme im Jahr 1960 nur noch ein Grab fest. Horst Geisler führte 1965 eine Ausgrabung durch.

## Beschreibung

### Das erhaltene Grab 1
Grab 1 besitzt eine nordwest-südöstlich orientierte, ursprünglich von einem Rollsteinhügel ummantelte Grabkammer, bei der es sich um einen erweiterten Dolmen handelt (Eberhard Kirsch ordnet sie irrtümlich als Großdolmen ein). Alle Wandsteine stehen noch in situ, sie bestehen aus Granit und Rotsandstein. Die je zwei Steine an den Langseiten sind im stumpfen Winkel aneinander gestellt, wodurch sich ein leicht ovaler Grundriss ergibt. An der nordwestlichen Schmalseite steht der Abschlussstein, an der südöstlichen Schmalseite markiert ein flacher Schwellenstein den Eingang. Auch die beiden Decksteine sind erhalten. Einer ruht noch in situ, der zweite war gespalten und im Fundament einer mittelalterlichen Mauer verbaut worden und wurde nach der Grabung von 1965 wieder auf die Wandsteine aufgelegt. Reste von Zwickelmauerwerk, mit dem ursprünglich die Räume zwischen den Wandsteinen ausgefüllt waren, wurden nachgewiesen. Die Kammer hat eine Länge von 2,2 m, eine Breite von 1,3 m und eine Höhe von 0,9 m.
Bei der Grabung von 1965 konnte Geisler noch Reste von zwei menschlichen Skeletten bergen. Das erste wurde als eher männlich mit einem Sterbealter zwischen 30 und 35 Jahren bestimmt, das zweite als eher weiblich und adult (etwa 20–40 Jahre). An Grabbeigaben wurden mehrere verzierte und unverzierte Keramikscherben (davon einige mit Getreidekorn-Abdrücken), zwei Spinnwirtel, eine querschneidige Pfeilspitze aus Feuerstein, weitere Feuersteinartefakte sowie eine Sprosse eines Rothirsch-Geweihs gefunden. Vor dem Eingang wurden weitere Scherben und ein Feuerstein-Dolch gefunden, südlich des Grabes nochmals weitere Scherben. Die Funde lassen sich der frühen älteren nordischen Trichterbecherkultur und der Havelländischen Kultur (evtl. auch der Kugelamphoren-Kultur) zuordnen. An Altfunden sind zudem weitere menschliche Skelettreste, Knochen von Rind und Dachs sowie unbestimmte Knochen bekannt. Bei einigen Menschenzähnen ist unklar, ob sie aus diesem Grab stammen.
Die Funde aus der Grabung von 1965 befinden sich heute im Archäologischen Landesmuseum Brandenburg im Paulikloster in Brandenburg an der Havel. Die Altfunde gelangten zunächst in zwei Privatsammlungen, die unbestimmten Knochenreste kamen später ins Museum von Schwedt/Oder und sind heute verschollen; die bestimmten Knochenreste und die Menschenzähne befinden sich im Märkischen Museum in Berlin.

### Das zerstörte Grab 2
Über Grab 2 liegen nur wenige Informationen vor. Es hatte eine Länge von 10 Fuß (ca. 3,1 m) und eine Breite von 5 Fuß (ca. 1,6 m). Um 1845 waren noch acht Steine vorhanden, von denen vier umgekippt und/oder abgerutscht flach auf dem Boden lagen, während die anderen nach von Ledebur eine „Umfassung“ mit einer Länge und einer Höhe von jeweils 4–6 Fuß (ca. 1,6–1,9 m) bildeten. Der ursprüngliche Grabtyp lässt sich anhand dieser Angaben nicht mehr bestimmen. Über Funde ist nichts bekannt.